# Dicranomyia immanis
Dicranomyia immanis är en tvåvingeart som först beskrevs av Alexander 1950.  Dicranomyia immanis ingår i släktet Dicranomyia och familjen småharkrankar. Inga underarter finns listade i Catalogue of Life.